# 前1100年代
| 千纪： | 前2千纪 |
| 世纪： | 前13世纪 \| 前12世纪 \| 前11世纪                                                                                     |
| 年代： | 前1130年代 \| 前1120年代 \| 前1110年代 \| 前1100年代 \| 前1090年代 \| 前1080年代 \| 前1070年代                       |
| 年份： | 前1109年 \| 前1108年 \| 前1107年 \| 前1106年 \| 前1105年 \| 前1104年 \| 前1103年 \| 前1102年 \| 前1101年 \| 前1100年 |

## 重要事件及趋势
- 加的斯建城。
- 根据夏商周断代工程：
  - 前1109年，周人征伐余无之戎，取得胜利，文丁任命季历为牧师。
  - 前1106年，周人又征伐始呼之戎获胜。
  - 前1102年，周人再伐翳徒之戎，俘虏戎之三大夫。文丁忌惮周族强大，最终将季历擒杀。

## 重要人物
- 季历